# Macropinna microstoma
Poisson revenant
Genre
Espèce
Macropinna microstoma, le poisson revenant (poisson dit « barreleye » par les anglophones) , est une espèce de poissons de la famille des Opisthoproctidae du Pacifique nord. C'est la seule espèce de son genre Macropinna (monotypique).
Macropinna microstoma était connu de la science parce que pêché en 1939 par W. M. Chapman, mais il n'a été photographié vivant qu'en 2004, et filmé plus récemment encore.  Les dessins ou photos anciennes ne présentent pas son dôme transparent car celui-ci éclatait avec la remontée du poisson en surface.

## Description
Cette espèce, qui semble rare, a un système oculaire tout à fait unique. Ses deux gros yeux (tubulaires, ou plus précisément en forme de petits tonneaux) sont protégés à l'intérieur du crâne par une sorte de filtre vert, lui permettant de regarder vers le haut en distinguant la bioluminescence de la lumière atmosphérique. Ces yeux lui donnent une allure fantomatique, ainsi que son nom. Ces yeux observent l'environnement du poisson au travers de son crâne qui est totalement transparent (pour sa partie supérieure). Sous le « dôme » translucide, la cavité crânienne est emplie d'un gel transparent. Dans cette cavité les yeux sont mobiles. Ils peuvent se tourner vers l'avant ou vers le haut.
Macropinna microstoma a une petite bouche et son corps est presque partout recouvert de grandes écailles. Sa taille est de 15 cm, queue comprise.
Il utilise les siphonophores bioluminescent pour rechercher sa nourriture, constituée de petites proies.

## Habitat
Ce poisson a été trouvé à des profondeurs de 500 à 1 000 mètres (16 m dans un cas).

## Reproduction
Ovipare. La larve est planctonique.

## Comportement
Ce poisson a pu être filmé en 2021 à une profondeur d'environ 600 mètres à 800 mètres, dans son environnement, au large de la Californie. Il s'y montrait souvent presque immobile dans l'eau.
On suppose que ses yeux particuliers permettent au poisson de détecter de petites proies par leur silhouette sous une faible lumière venant du haut ou encore de détecter des proies qui émettent de la lumière. Ils pourraient aussi servir à repérer ses prédateurs.
Bruce Robison et Kim Reisenbichler, chercheurs à l'Aquarium de la baie de Monterey (Californie), ont observé que lorsqu'il a détecté des proies telles que des petits poissons ou des méduses, ses yeux semblent tourner comme des jumelles, de face, alors qu'il tourne son corps de l'horizontale à la verticale pour se nourrir.
Robison a émis l'hypothèse que Macropinna microstoma pouvait ainsi voler la nourriture de siphonophores.